# Liste der Kulturgüter in Buchegg
Die Liste der Kulturgüter in Buchegg enthält alle Objekte in der Gemeinde Buchegg im Kanton Solothurn, die gemäss der Haager Konvention zum Schutz von Kulturgut bei bewaffneten Konflikten, dem Bundesgesetz vom 20. Juni 2014 über den Schutz der Kulturgüter bei bewaffneten Konflikten sowie der Verordnung vom 29. Oktober 2014 über den Schutz der Kulturgüter bei bewaffneten Konflikten unter Schutz stehen.
Objekte der Kategorie A sind im Gemeindegebiet nicht ausgewiesen, Objekte der Kategorie B sind vollständig in der Liste enthalten, Objekte der Kategorie C fehlen zurzeit (Stand: 1. Januar 2023).

## Kulturgüter
| Foto | | Objekt                                                                  | Kat. | Typ | Standort                                        | Beschreibung |
| ---- | -------------------------------------------------------------------------------------------------- | ----------------------------------------------------------------------- | ---- | --- | ----------------------------------------------- | ------------ |
| BW   | Datei hochladen · Wikidata zu Eggholz, Grabhügel unbekannter Zeitstellung (Q116765840)             | Eggholz, Grabhügel unbekannter Zeitstellung KGS-Nr.: 00863              | B    | F   | Aetigkofen, Eggholz 601270 / 218500             |              |
| BW   | Datei hochladen · Wikidata zu Alt-Schloss, Erdwerk unbekannter Zeitstellung (Q116765997)           | Alt-Schloss, Erdwerk unbekannter Zeitstellung KGS-Nr.: 01298            | B    | F   | Aetingen, Altschloss 604800 / 220480            |              |
| BW   | Datei hochladen · Wikidata zu Hubelstein, Schalenstein unbekannter Zeitstellung (Q116884557)       | Hubelstein, Schalenstein unbekannter Zeitstellung KGS-Nr.: 02029        | B    | F   | Lüterswil, Hubelstei 599880 / 218080            |              |
| BW   | Datei hochladen · Wikidata zu Bauernhaus und Ofenhaus Andres (Q29880607)                           | Bauernhaus und Ofenhaus Andres KGS-Nr.: 04489                           | B    | G   | Aetingen, Hauptstrasse 60, 62 604833 / 219917   |              |
| ja   | Datei hochladen · Wikidata zu Reformierte Kirche (1502) (Q29880630)                                | Reformierte Kirche KGS-Nr.: 04490                                       | B    | G   | Aetingen, Kirchstrasse 9 604983 / 220169        |              |
| ja   | Datei hochladen · Wikidata zu Buechi-Schlössli mit mittelalterlicher Burgruine Buchegg (Q29880610) | Buechi-Schlössli mit mittelalterlicher Burgruine Buchegg KGS-Nr.: 04581 | B    | F/G | Kyburg-Buchegg, Schloss 12 605415 / 221144      |              |
| BW   | Datei hochladen · Wikidata zu Bad (1809) (Q29880999)                                               | Bad KGS-Nr.: 04595                                                      | B    | G   | Lüterswil, Hauptstrasse 17 599950 / 218890      |              |
| ja   | Datei hochladen · Wikidata zu Grabenöli (Q1540777)                                                 | Grabenöli KGS-Nr.: 04596                                                | B    | G   | Lüterswil, Grabenöliweg 1 599259 / 219219       |              |
| BW   | Datei hochladen · Wikidata zu Gasthaus Kreuz (Q29880618)                                           | Gasthaus Kreuz KGS-Nr.: 04752                                           | B    | G   | Tscheppach, Mühledorfstrasse 27 603015 / 221706 |              |
| BW   | Datei hochladen · Wikidata zu Wohnstock (Q29880635)                                                | Wohnstock KGS-Nr.: 11122                                                | B    | G   | Aetingen, Unterdorfstrasse 14 605100 / 220025   |              |
| BW   | Datei hochladen · Wikidata zu Ehemaliger Gerichtsstock (Q29880617)                                 | Ehemaliger Gerichtsstock KGS-Nr.: 11123                                 | B    | G   | Aetingen, Hauptstrasse 37 605037 / 220097       |              |
| BW   | Datei hochladen · Wikidata zu Mühlestöckli (1809) (Q29880621)                                      | Mühlestöckli KGS-Nr.: 11148                                             | B    | G   | Gossliwil, Mühle 3 599572 / 220251              |              |
| BW   | Datei hochladen · Wikidata zu Gasthof Sternen (Q29880619)                                          | Gasthof Sternen KGS-Nr.: 11157                                          | B    | G   | Hessigkofen, Hauptstrasse 24 602163 / 221210    |              |
| BW   | Datei hochladen · Wikidata zu Ehemalige Mühle mit Mühlestöckli (Q29880612)                         | Ehemalige Mühle mit Mühlestöckli KGS-Nr.: 11168                         | B    | G   | Küttigkofen, Dorfstrasse 5 606053 / 222281      |              |
| ja   | Datei hochladen · Wikidata zu Altes Schulhaus (Q29880997)                                          | Altes Schulhaus KGS-Nr.: 11182                                          | B    | G   | Gächliwil, Aetigkofenstrasse 8 600879 / 219677  |              |
| ja   | Datei hochladen · Wikidata zu Reformierte Pfarrkirche (Q29880633)                                  | Reformierte Pfarrkirche KGS-Nr.: 11192                                  | B    | G   | Mühledorf, Hauptstrasse 4 602753 / 220254       |              |
| BW   | Datei hochladen · Wikidata zu Ehemalige Oele (Q29880614)                                           | Ehemalige Öle KGS-Nr.: 11193                                            | B    | G   | Mühledorf, Mühle 8 603120 / 220900              |              |
| BW   | Datei hochladen · Wikidata zu Alte Post (Q29880602)                                                | Alte Post KGS-Nr.: 13480                                                | B    | G   | Gossliwil, Oberwilstrasse 6 599477 / 220477     |              |
| BW   | Datei hochladen · Wikidata zu Wohnhaus (Q29880634)                                                 | Wohnhaus KGS-Nr.: 13521                                                 | B    | G   | Gossliwil, Gächliwilstrasse 36 599684 / 220498  |              |
| BW   | Datei hochladen · Wikidata zu Bürgerhaus (Q29880608)                                               | Bürgerhaus KGS-Nr.: 13931                                               | B    | G   | Aetigkofen, Moosgasse 6 602080 / 219215         |              |
| BW   | Datei hochladen · Wikidata zu Ofenhaus mit Speicheraufbau 1749 (Q29880623)                         | Ofenhaus mit Speicheraufbau KGS-Nr.: 13970                              | B    | G   | Hessigkofen, Weiherweg 5b 602210 / 221098       |              |
| BW   | Datei hochladen · Wikidata zu Bauernhaus (Q29880605)                                               | Bauernhaus KGS-Nr.: 13971                                               | B    | G   | Hessigkofen, Weiherweg 7 602252 / 221163        |              |
| BW   | Datei hochladen · Wikidata zu Heimatmuseum im Burgturm Buechischlössli (Q27481904)                 | Heimatmuseum im Burgturm Buechischlössli KGS-Nr.: 13978                 | B    | S   | Kyburg-Buchegg, Schloss 12 605416 / 221141      |              |
| BW   | Datei hochladen · Wikidata zu Pfarrhaus mit Pfarrscheune und Pfrundstöckli (Q29880624)             | Pfarrhaus mit Pfarrscheune und Pfrundstöckli KGS-Nr.: 13997             | B    | G   | Aetingen, Schulgässli 5, 3, 7 605000 / 220145   |              |